# خلارگوس
شهر خلارگوس در استان آتیک در کشور یونان واقع شده است که دارای جمعیت ۳۱٬۲۰۵  نفر می‌باشد.

## نگارخانه

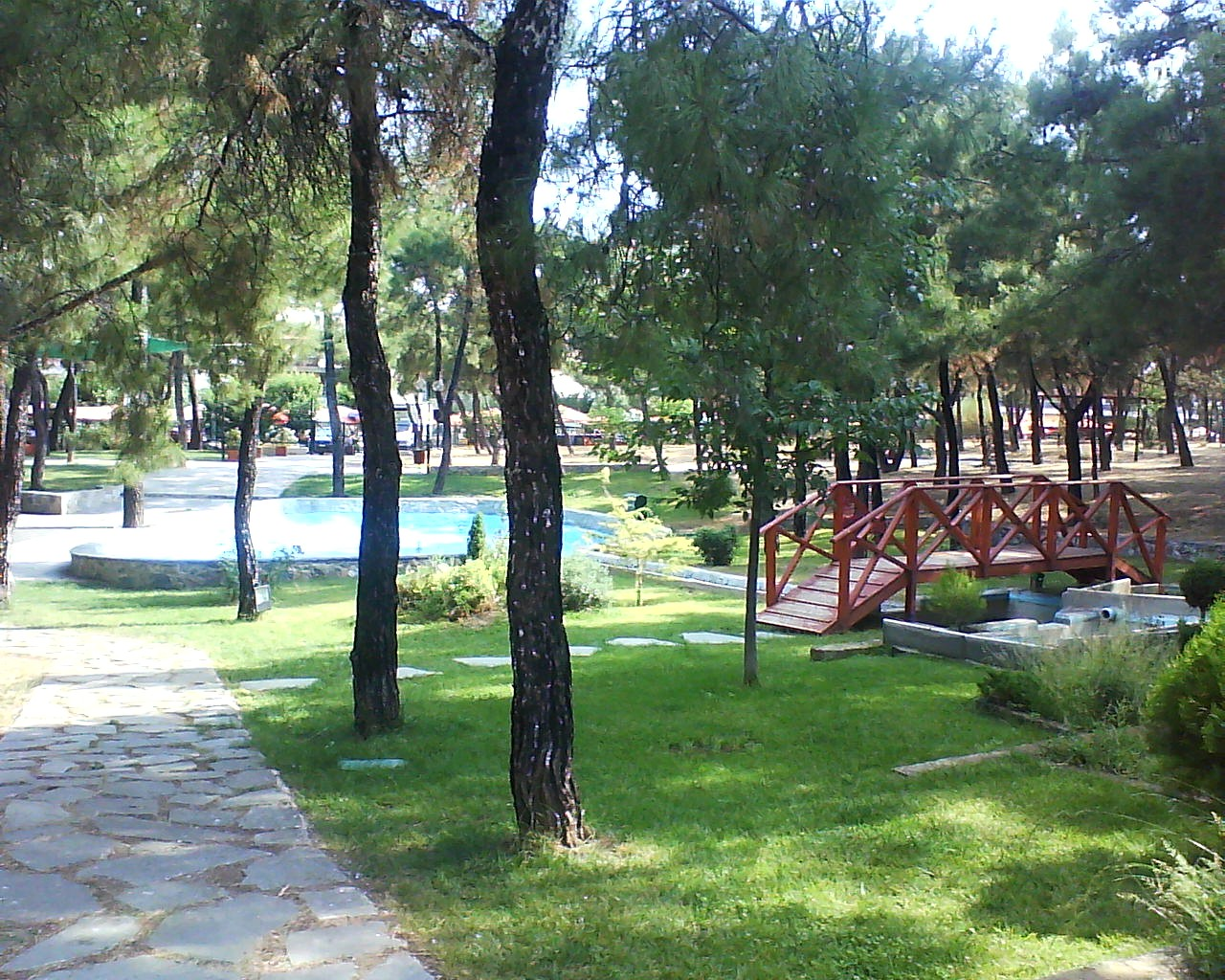
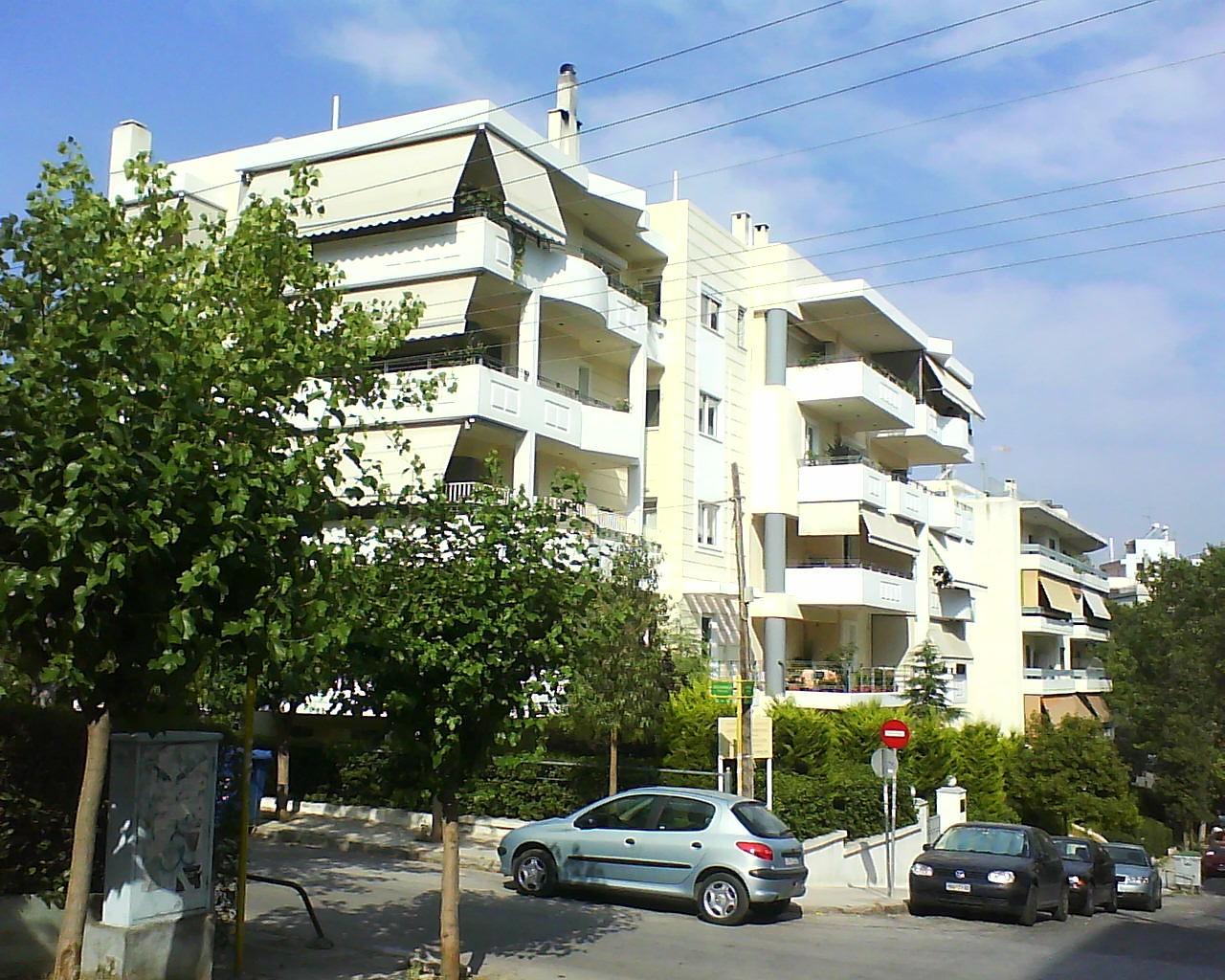
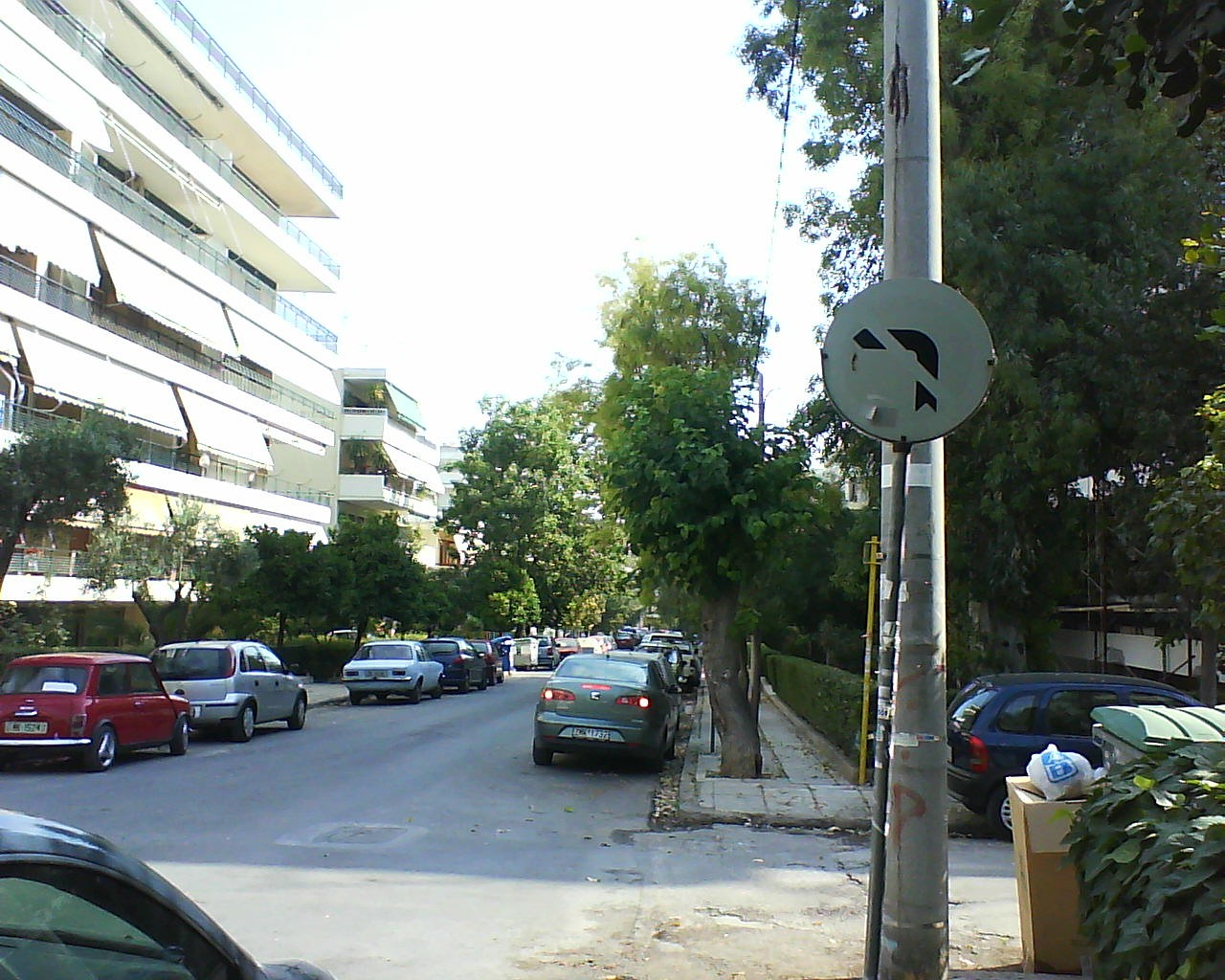